# Hurd Dome
Der Hurd Dome (spanisch Glaciar Hurd, im Vereinigten Königreich Hurd Ice Cap) ist ein etwa 375 m hoher Eisdom auf der Livingston-Insel im Archipel der Südlichen Shetlandinseln. Er nimmt den zentralen Teil der Hurd-Halbinsel ein.
Die Benennung erfolgte 1995 durch eine spanische Antarktisexpedition, deren Benennung 2004 durch das Advisory Committee on Antarctic Names in die heutige Form übertragen wurde. Namensgeber ist Thomas Hannaford Hurd (1747–1823), von 1808 bis 1823 zweiter Hydrograph der britischen Admiralität und Mitglied des Board of Longitude.